# Nethys
Le texte peut changer fréquemment, n’est peut-être pas à jour et peut manquer de recul. 
Le titre et la description de l'acte concerné reposent sur la qualification juridique retenue lors de la rédaction de l'article et peuvent évoluer en même temps que celle-ci.
Nethys (anciennement Tecteo Services) est un groupe belge actif dans les secteurs de l'énergie et des télécommunications.

## Historique
Créée en 1999 sous le nom d'Eurociel par Michèle Lempereur (actuelle épouse de Willy Demeyer) et Guy Mathot, elle est renommée Compagnie Liégeoise de Radiodiffusion (CLR) en 2009, puis Tecteo Services en 2011, Tecteo Services Group en 2012 et enfin Nethys en 2013 après le rachat des éditions de l'Avenir.
Selon L'Écho, WIN, la filiale d’intégration des services informatiques de Nethys, aurait versé en 2014 et 2015, 90 % de ses bénéfices nets à ses administrateurs, parmi lesquels huit politiques (six mandats PS, un MR et un cdH) pour un total de 4,4 millions d'euros : Roger Sobry (MR), Michel Gillard, Bénédicte Bayer (PS), Carine Hougardy (étiquetée PS), Gil Simon (PS), Philippe Buelen (cdH), Alain Mathot (PS), Alexis Housiaux (PS), la société Nethys elle-même représentée par Philippe Naelten, qui est aussi le patron de WIN, Heres Communications, une société de management appartenant à Pol Heyse, Kuang SPRL, une société appartenant à Frédéric Vandeschoor, ainsi qu’Almaure, une autre société de management qui renvoie à Alain Mathot.
Fin mai 2019, Resa quitte le giron de Nethys et devient une filiale d'Enodia (ex Publifin).
En septembre 2019, il est révélé que Nethys a passé un accord de vente de VOO au fonds d'investissement américain Providence, sans en avertir les administrateurs d'Enodia.
Le 31 mai 2023, WIN rejoint le Groupe NRB.
Le 2 mai 2024, Nethys échange sa participation dans VOO contre des actions nouvellement émises d'Orange Belgium.

## Filiales
Nethys reprend jusqu'à fin mai 2019 les activités de l'ALE (devenue Tecteo puis Publifin et Enodia) et détient notamment les sociétés Resa (énergie) (jusqu'à mai 2019), les éditions de l'Avenir (jusqu'à 2020), Moustique (via ce dernier), WIN (jusqu'à 2023), VOO (jusqu'à 2024) et BeTV (jusqu'à 2024).

Resa, anciennement l'une des principales sociétés du groupe avant de dépendre directement d'Enodia, assure la gestion des réseaux de distribution d'électricité et de gaz de plusieurs communes wallonnes, reprenant les activités de l'ALE et de l'ALG.

Depuis respectivement février 2018 et fin mai 2019, Nethys et Resa dépendent directement d'Enodia (ex-Publifin).

- Elicio
- Nethys energy